# James Mason

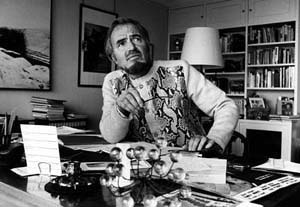
Mason în 1971, eotografie de Erling Mandelmann

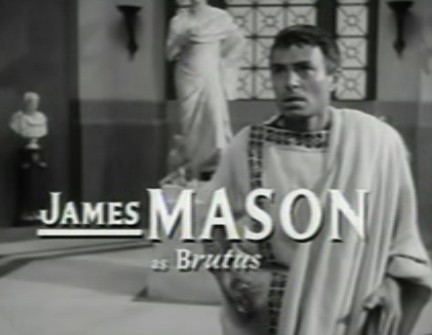
Mason în rolul lui Brutus in filmul Iuliu Cezar (1953)

James Neville Mason (n. 15 mai 1909, Huddersfield, Anglia, Regatul Unit al Marii Britanii și Irlandei – d. 27 iulie 1984, Lausanne, cantonul Vaud, Elveția) a fost un actor britanic nominalizat de trei ori la Premiile Oscar, care a atins statutul de vedetă atât în cinematografia britanică cât și în cea americană.

## Biografie

### Viață timpurie
James Mason s-a născut în Huddersfield, Yorkshire, ca fiu al lui John, un negustor bogat, și Mabel Mason. Mason nu a avut nici un fel de antrenament formal pentru meseria de actor, apărând în calitate de novice la începuturi. A studiat la Marlborough College și apoi arhitectura la cunoscutul Peterhouse, Cambridge, de unde a obținut prima sa diplomă. În aceeași perioadă de timp, a început să activeze ca actor cu diferite companii teatrale, iar ulterior s-a alăturat echipei actoricești a teatrului Old Vic din Londra, lucrând cu Tyrone Guthrie și Alexander Korda, care i-a și dat lui Mason un scurt rol cinematografic în 1933, dar l-a și concediat după doar câteva zile de filmare.

## Filmografie
- 1935 Recompensa (Late Extra), regia Albert Parker
- 1936 Twice Branded
- 1936 Troubled Waters
- 1936 Secret of Stamboul
- 1936 Prison Breaker
- 1936 The High Command
- 1936 Blind Man's Bluff
- 1937 The Mill on the Floss
- 1937 Catch As Catch Can
- 1937 Elisabeta, regina Angliei/ Foc deasupra Angliei (Fire Over England), regia William K. Howard
- 1937 Ultima misiune a Macului Roșu (Return of the Scarlet Pimpernel), regia Hans Schwartz
- 1939 Am întâlnit un ucigaș (I Met a Murderer), regia Roy Kellino
- 1941 Șantaj (The Patient Vanishes), regia Lawrence Huntington
- 1941 Castelul pălărierului (Hatter's Castle), regia Lance Comfort
- 1942 Noaptea ne privește (The Night Has Eyes), regia Leslie Arliss
- 1942 Alibi, regia Brian Desmond Hurst
- 1942 Contraspionaj (Secret Mission), regia Harold French
- 1943 Thunder Rock
- 1943 The Bells Go Down
- 1943 Omul în gri (The Man in Grey), regia Leslie Arliss
- 1943 They Met in the Dark
- 1944 Hotel Reserve
- 1944 În umbra felinarului (Fanny by Gaslight), regia Anthony Asquith
- 1944 Candlelight in Algeria
- 1945 A Place of One's Own
- 1945 They Were Sisters
- 1945 Femeia diabolică (The Wicked Lady), regia Leslie Arliss
- 1945 Al șaptelea văl (The Seventh Veil), regia Compton Bennett
- 1947 Fugarul (Odd Man Out), regia Carol Reed
- 1947 The Upturned Glass
- 1949 Caught, regia Max Ophüls
- 1949 Madame Bovary, regia Vincente Minnelli
- 1949 Clipa de nesăbuință (The Reckless Moment), regia Max Ophüls
- 1949 East Side, West Side
- 1950 One Way Street
- 1951 Pandora și olandezul zburător (Pandora and the Flying Dutchman), regia Albert Lewin
- 1951 Vulpea deșertului (The Desert Fox: The Story of Rommel), regia Henry Hathaway
- 1952 Lady Possessed (și producător și scenarist)
- 1952 Afacerea Cicero (Five Fingers), regia Joseph L. Mankiewicz
- 1952 Prizonierul din Zenda (The Prisoner of Zenda), regia Richard Thorpe
- 1952 Face to Face
- 1953 Charade (și producător și scenarist)
- 1953 The Story of Three Loves
- 1953 Botany Bay
- 1953 Șobolanii deșertului (The Desert Rats), regia Robert Wiser
- 1953 Iulius Cezar (Julius Caesar), regia Joseph L. Mankiewicz
- 1953 Intermediarul (The Man Between/The Tell-Tale Heart), regia Carol Reed (scurtmetraj de animație) (voce)
- 1954 Prince Valiant
- 1954 S-a născut o stea (A Star Is Born), regia George Cukor
- 1954 20.000 leghe sub mări (20 000 Leagues Under the Sea), regia Richard Fleischer
- 1956 Forever, Darling (cu actorii Lucille Ball și Desi Arnaz) ()
- 1956 Mai mult decât viața (Bigger Than Life), regia Nicholas Ray) (și producător și scenarist)
- 1957 Island in the Sun
- 1958 Cry Terror!
- 1958 The Decks Ran Red
- 1959 A Touch of Larceny
- 1959 La nord prin nord-vest (North by Northwest), regia Alfred Hitchcock
- 1959 O călătorie spre centrul Pământului (Journey to the Center of the Earth), regia Henry Levin
- 1960 Procesele lui Oscar Wilde (The Trials of Oscar Wilde), regia Ken Hughes
- 1961 The Marriage-Go-Round
- 1962 Escape from Zahrain
- 1962 Lolita, regia Stanley Kubrick
- 1962Hero's Island
- 1962 Tiara Tahiti
- 1963 Torpedo Bay
- 1964 Căderea Imperiului Roman (The Fall of the Roman Empire), regia Anthony Mann
- 1964 Mâncătorul de dovleac (The Pumpkin Eater), regia Jack Clayton
- 1965 Lord Jim, regia Richard Brooks
- 1965 Ginghis Han (Genghis Khan), regia Henry Levin
- 1965 Pianele mecanice (Los pianos mecánicos), regia Juan Antonio Bardem
- 1966 The Blue Max, regia John Guillermin
- 1966 Georgy Girl, regia Silvio Narizzano
- 1966 Telefon pentru un mort (The Deadly Affair), regia Sidney Lumet
- 1967 Străin în casă (Stranger in the House), regia Pierre Rouve
- 1968 Vienna: The Years Remembered (scurtmetraj)
- 1968 Duffy
- 1968 Mayerling, regia Terence Young
- 1968 Pescărușul (The Sea Gull), regia Sidney Lumet
- 1969 Timpul regăsirii (Age of Consent), regia Michael Powell
- 1970 Cele două fețe ale d-lui. Go (The Yin and Yang of Mr. Go), regia Burgess Meredith
- 1970 Spring and Port Wine
- 1970 Cold Sweat
- 1971 Bandiții de pe râu (Bad Man's River), regia Eugenio Martin
- 1971 Kill!, regia Romain Gary
- 1972 Joc de copii (Child's Play), regia Sidney Lumet
- 1973 The Last of Sheila
- 1973 Omul lui Mackintosh (The Mackintosh Man), regia John Huston
- 1974 Contractul Marsilia (The Marseille Contract), regia Robert Parrish
- 1974 Diamantele din Harrowhouse (Eleven Harrowhouse), regia Aram Avakian
- 1975 The Left Hand of the Law
- 1975 Oameni respectabili (Gente di rispetto), regia Luigi Zampa
- 1975 Mandingo, regia Richard Fleischer
- 1975 Răpiri organizate (La città sconvolta: caccia spietata ai rapitori), regia Fernando Di Leo
- 1975 Autobiografia unei prințese (Autobiography of a Princess), de James Ivory)
- 1975 Inside Out
- 1976 Hot Stuff
- 1976 Călătoria condamnaților (Voyage of the Damned), regia Stuart Rosenberg
- 1977 Iisus din Nazaret (Jesus of Nazareth), regia Franco Zeffirelli
- 1977 Crucea de fier (Cross of Iron), regia Sam Packinpah
- 1978 The Water Babies (voce)
- 1978 Cerul poate să aștepte (Heaven Can Wait), regia Warren Beatty și Buck Henry
- 1978 Himera (The Boys from Brazil), regia Franklin J. Schaffner
- 1979 Crimă legiferată (Murder by Decree), regia Bob Clark
- 1979 Trecătoarea (The Passage), regia J. Lee Thompson
- 1979 Bloodline (Bloodline), regia Terence Young
- 1980 Aventuri în Marea Nordului (North Sea Hijack, realizat ca Ffolkes în afara MB)
- 1981 O vară periculoasă (A Dangerous Summer), regia Quentin Masters
- 1982 Ivanhoe, regia Douglas Camfield
- 1982 Crimă sub soare (Evil Under the Sun), regia Guy Hamilton
- 1982 Verdictul (The Verdict), regia Sidney Lumet
- 1983 Alexandre
- 1983 Căpitanul Barbă Blondă (Yellowbeard), regia Mel Damski
- 1983 Don't Eat the Pictures
- 1984 Partida de vânătoare (The Shooting Party), regia Alan Bridges)
- 1984 The Assisi Underground

### Televiziune
- 1967 The London Nobody Knows (documentar) (narator)
- 1967The Legend og Silent Night (pentru rețeaua TV ABC)
- 1973 Frankenstein: The True Story (mini-serie TV)
- 1974 Marile speranțe (Great Expectations), regia Joseph Hardy (film TV)
- 1979 Salem's Lot (pentru televiziunea americană)
- 1985 A.D. (mini-serie TV)
- 1985 Dr. Fischer din Geneva (Dr. Fischer of Geneva) (film TV)

### Documentare
- 1975 The Year of the Wildebeest (documentar) (narator)
- 1976 People of the Wind (documentar) (narator)
- 1977 Homage to Chagall: The Colours of Love (documentar) (narator în versiunea engleză)
- 1983 Group Madness (documentar)